# 上海淮剧团
上海淮剧团是上海戏曲艺术中心（2011年前隸屬於上海文广演艺中心）旗下的一个地方戏（淮剧）国有文艺团体，成立于1953年5月。總部位於黃浦區威海路。上海淮劇團成立後創作、改编、演出300多出淮劇剧目。 